# Marwitz (Oberkrämer)
Marwitz ist ein Ortsteil der Gemeinde Oberkrämer im Landkreis Oberhavel in Brandenburg.

## Geographie
Der Ort liegt zehn Kilometer südwestlich von Oranienburg. Die Nachbarorte sind Bärenklau im Norden, Velten im Nordosten, Hennigsdorf im Südosten, Bötzow im Süden sowie Eichstädt im Nordwesten.
Marwitz lag an der Bahnstrecke Nauen–Velten.

## Geschichte
Marwitz ist über seine Grenzen hinaus bekannt für die Tonwarenindustrie, die hier aufgrund der Bodenvorkommen über einige Jahrhunderte erfolgreich betrieben wurde.

## Politik

### Wappen
| Wappen von Marwitz | Blasonierung: „In Grün mit vorderer silberner Flanke, belegt mit vier roten Ameisen pfahlweise, ein ausgerissener goldener Eichenstamm, aus dessen beiden Aststümpfen je drei Blätter sprießen, beiderseits begleitet von je einem silbernen Tongefäß.“ |
| Wappen von Marwitz | Wappenbegründung: Das Marwitzer Wappen knüpft mit dem Eichenstumpf an das Wappen der Familie von der Marwitz an. Mit großer Wahrscheinlichkeit ist davon auszugehen, dass diese Familie ihren Namen von dem havelländischen „Marwitz auf dem Glien“ abgeleitet hat, wobei ihre Anwesenheit in Marwitz urkundlich nicht nachweisbar ist, ehe sie ihren Stammsitz im neumärkischen Marwitz (fr. Kreis Landsberg/Warthe) bezog. Mit den beiden Tongefäßen wird das seit über einhundert Jahren in Marwitz ansässige Töpferhandwerk gekennzeichnet, das heute vor allem durch die HB-Werkstätten vertreten wird. Die vier Ameisen nehmen Bezug auf die Herkunft des Ortsnamens von dem elbslawischen „marvica“ (Ort, an dem es Ameisen gibt). Damit wird das Marwitzer Wappen teilweise zu einem „redenden“ Wappen. Das Wappen wurde von Christian Gering aus Schönwalde-Dorf und Lynn Tabbert aus Vehlefanz gestaltet und am 6. Januar 1995 durch das Ministerium des Innern genehmigt. |

### Flagge
Die Flagge wurde von Christian Gering aus Schönwalde-Dorf und Lynn Tabbert aus Vehlefanz gestaltet und am 6. Januar 1995 durch das Ministerium des Innern genehmigt.
Die Flagge ist Gelb - Grün (1:1) gestreift (Querform: Streifen waagerecht verlaufend, Längsform: Streifen senkrecht verlaufend) und auf dem gelben Streifen mit dem Wappen belegt (bei Querform: zum Flaggenmast, Längsform: im oberen Drittel des Banners hin verschoben).

## Kultur und Sehenswürdigkeiten
- Die Dorfkirche Marwitz ist eine Saalkirche aus dem Jahr 1767. Die Kirchenausstattung stammt einheitlich aus der Bauzeit. Sie umfasst außerdem eine Relieftafel mit einer Darstellung des Evangelisten Johannes aus der ersten Hälfte des 19. Jahrhunderts.
- Friedhof